# Kreis Kazincbarcika
Der Kreis Kazincbarcika (ungarisch Kazincbarcikai járás) ist ein Kreis im westlichen Teil des Komitats Borsod-Abaúj-Zemplén im Nordosten Ungarns. Er grenzt im Süden an das Komitat Heves und entstand im Zuge der ungarischen Verwaltungsreform 2013 als Nachfolger des Ende 2012 aufgelösten Kleingebiets Kazincbarcika (ungarisch Kazincbarcikai kistérség). Das Kleingebiet gab hierbei 20 der 32 Gemeinden an den Nachfolgerkreis ab, der nördlicher gelegene Kreis Putnok erhielt 12 Gemeinden. Durch weitere 2 Gemeinden aus dem aufgelösten Kleingebiet Miskolc verstärkt, umfasst der Kreis jetzt 22 Gemeinden.

Der Kreis hat eine durchschnittliche Gemeindegröße von 2.877 Einwohnern auf einer Fläche von 15,53 Quadratkilometern. Die Bevölkerungsdichte ist die zweithöchste im Komitat. Der Kreissitz befindet sich in der größten Stadt Kazincbarcika, in Kreismitte gelegen.

## Gemeindeübersicht
| Gemeinde            | Status       | Herkunft Kleingebiet | Einwohnerzahl | Einwohnerzahl | Einwohnerzahl | Fläche     | Bevölkerungs- dichte (Ew./km²) |
| Gemeinde            | Status       | Herkunft Kleingebiet | 01.10.2011    | 01.01.2013    | 01.01.2016    | 01.01.2016 | Bevölkerungs- dichte (Ew./km²) |
| ------------------- | ------------ | -------------------- | ------------- | ------------- | ------------- | ---------- | ------------------------------ |
| Alacska             | Gemeinde     | Miskolc              | 790           | 801           | 772           | 8,56       | 90,2                           |
| Alsótelekes         | Gemeinde     | Kazincbarcika        | 146           | 165           | 136           | 6,44       | 21,1                           |
| Bánhorváti          | Gemeinde     | Kazincbarcika        | 1.395         | 1.401         | 1.364         | 28,48      | 47,9                           |
| Berente             | Gemeinde     | Kazincbarcika        | 1.138         | 1.177         | 1.212         | 9,22       | 131,5                          |
| Dédestapolcsány     | Gemeinde     | Kazincbarcika        | 1.525         | 1.546         | 1.497         | 29,43      | 50,9                           |
| Felsőtelekes        | Gemeinde     | Kazincbarcika        | 709           | 718           | 685           | 8,45       | 81,1                           |
| Izsófalva           | Großgemeinde | Kazincbarcika        | 1.782         | 1.794         | 1.726         | 9,41       | 183,4                          |
| Kazincbarcika       | Stadt        | Kazincbarcika        | 29.010        | 28.249        | 27.078        | 36,64      | 739,0                          |
| Kurityán            | Gemeinde     | Kazincbarcika        | 1.677         | 1.625         | 1.577         | 7,54       | 209,2                          |
| Mályinka            | Gemeinde     | Kazincbarcika        | 467           | 468           | 429           | 24,21      | 17,7                           |
| Múcsony             | Großgemeinde | Kazincbarcika        | 3.109         | 3.151         | 2.998         | 17,55      | 170,8                          |
| Nagybarca           | Gemeinde     | Kazincbarcika        | 992           | 981           | 944           | 14,39      | 65,6                           |
| Ormosbánya          | Gemeinde     | Kazincbarcika        | 1.650         | 1.680         | 1.597         | 7,54       | 211,8                          |
| Rudabánya           | Stadt        | Kazincbarcika        | 2.583         | 2.584         | 2.458         | 16,46      | 149,3                          |
| Rudolftelep         | Gemeinde     | Kazincbarcika        | 756           | 716           | 732           | 4,39       | 166,7                          |
| Sajógalgóc          | Gemeinde     | Kazincbarcika        | 339           | 344           | 340           | 10,12      | 33,6                           |
| Sajóivánka          | Gemeinde     | Kazincbarcika        | 612           | 610           | 626           | 10,23      | 61,2                           |
| Sajókaza            | Gemeinde     | Kazincbarcika        | 3.061         | 3.112         | 3.094         | 30,72      | 100,7                          |
| Sajószentpéter      | Stadt        | Miskolc              | 12.012        | 12.034        | 11.491        | 34,85      | 329,7                          |
| Szuhakálló          | Gemeinde     | Kazincbarcika        | 1.009         | 993           | 897           | 6,96       | 128,9                          |
| Tardona             | Gemeinde     | Kazincbarcika        | 1.061         | 1.053         | 1.013         | 12,30      | 82,4                           |
| Vadna               | Gemeinde     | Kazincbarcika        | 647           | 621           | 621           | 7,81       | 79,5                           |
| Kreis Kazincbarcika |              | 66.470               | 65.823        | 63.287        | 341,70        | 185,2      |                                |